# Johann Heinrich Gaedertz

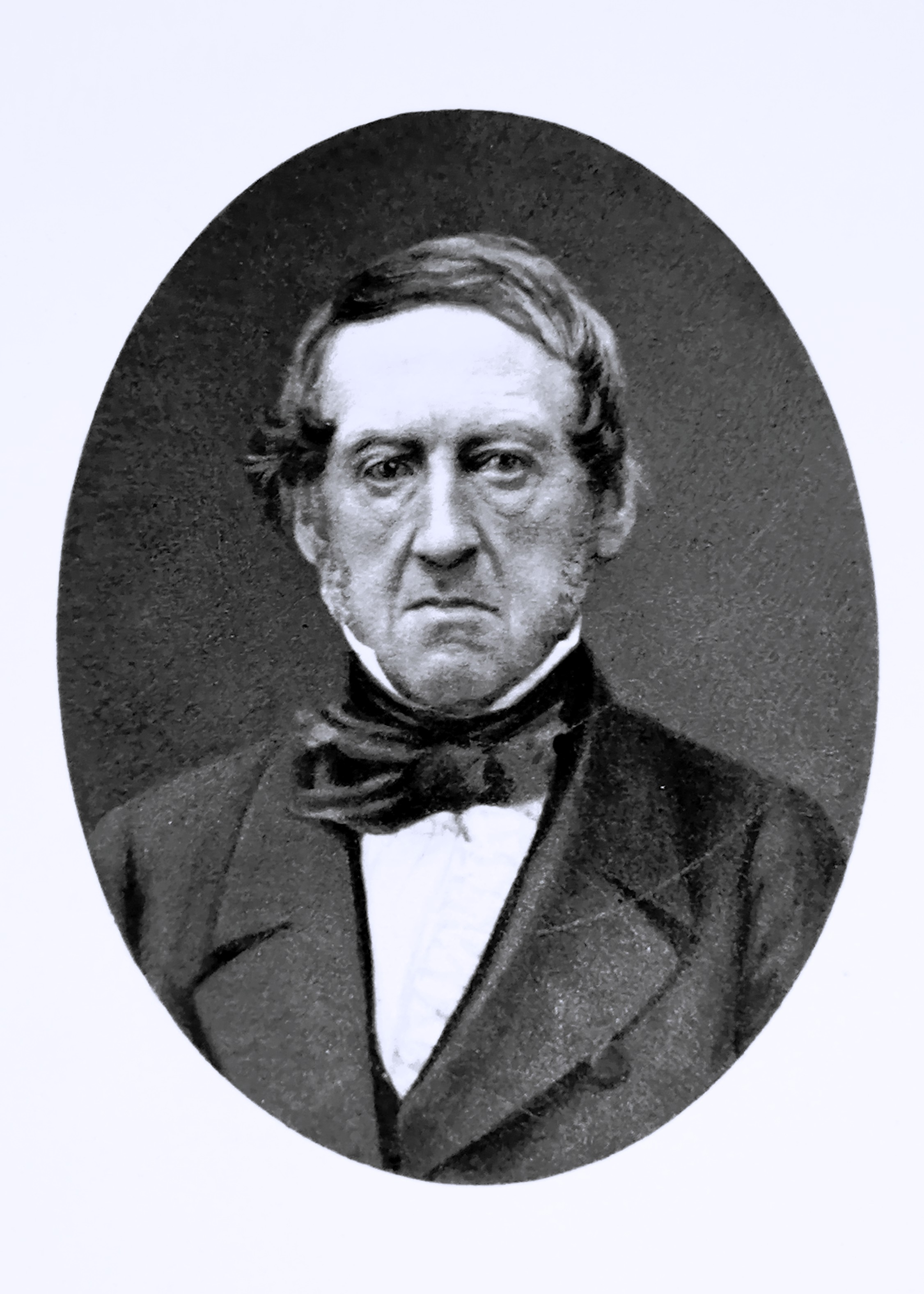
Johann Heinrich Gaedertz um 1810

Johann Heinrich Gaedertz (* 5. November 1781 in Lübeck; † 5. Juli 1855 ebenda) war ein Lübecker Ratsherr, Senator und Kunstsammler.

## Leben
Gaedertz wurde als Sohn des Lübecker Kaufmanns Jürgen Heinrich Gaedertz (1753–1825) geboren, durchlief eine kaufmännische Ausbildung in der väterlichen Firma sowie im Ausland und gründete in seiner Heimatstadt ein eigenes Handelshaus unter der Firma Gaedertz junior. Im Jahr 1811 wurde Gaedertz von der französischen Besatzungsmacht in den Lübecker Munizipalrat, der mit der Einverleibung der Stadt in das Kaiserreich Frankreich an die Stelle der Bürgerschaft getreten war, berufen. Im November 1813 wurde er als französische Geisel nach Hamburg verschleppt, wo man ihn bis zum 14. Dezember festhielt. Nach dem Ende der französischen Herrschaft wurde Gaedertz zunächst Ältermann der Lübecker Kaufleute-Kompagnie; am 19. Februar 1827 wurde er in den Stadtrat gewählt.
Gaedertz hatte schon in seiner Jugend Kunstinteresse entwickelt. Als es ihm sein Wohlstand erlaubte, selber Gemälde zu erwerben, baute er eine bedeutende Privatsammlung auf, deren Schwerpunkt auf den niederländischen Meistern des 17. Jahrhunderts lag, aber auch zeitgenössische Werke beinhaltete. Unter anderem besaß Gaedertz Bilder von Francesco Francia, Peter Paul Rubens, Anthonis van Dyck, Rembrandt van Rijn und Bartolomé Esteban Murillo. Gaedertz’ besonderer Stolz galt einem Gemälde Lucas Cranachs des Älteren, Herakles bei Omphale, das ihm Großherzog Carl Friedrich von Weimar vergeblich abzukaufen versuchte. Einen Teil seiner insgesamt über 300 Gemälde präsentierte Gaedertz im Gesellschaftssaal seines heute nicht mehr erhaltenen Hauses in der Königstraße Nr. 59 (nach damaliger Zählung Nr. 876), den er zu einer Galerie hatte umbauen lassen.
Gaedertz hatte im November 1810 Salome Croll geheiratet. Das Paar hatte vier Kinder, Theodor Gaedertz, Heinrich Gaedertz, Georg Wilhelm und Meta Gaedertz. Der Eisenbahningenieur Alfred Gaedertz war sein Enkel und ein Sohn von Georg Wilhelm Gaedertz.
Ein Teil des Nachlasses der Familie Gaedertz befindet sich im Archiv der Hansestadt Lübeck.

## Verbleib der Sammlung
Nach Gaedertz’ Tod konnte sich die Familie zunächst nicht dazu entschließen, die Kunstsammlung aufzulösen. Erst nach neun Jahren wurde der Entschluss gefasst, die Gemälde im Rahmen einer Auktion zu veräußern. Jedoch wurde eine Reihe von Bildern, deren künstlerischer Wert herausragend war oder die als Erinnerungsstücke betrachtet wurden, davon ausgenommen, darunter auch die Köhlersche Ahnengalerie des Bürgermeisters Anton Köhler.
Obwohl wegen des erst kurze Zeit zurückliegenden Deutsch-Dänischen Krieges nicht mit vielen Käufern aus Dänemark zu rechnen war, meldeten sich nach Voranzeige in mehreren deutschen Zeitungen so viele Interessenten an, dass der ursprünglich für die Versteigerung vorgesehene Galeriesaal des Hauses in der Königstraße nicht ausreichte. Daher wurde für die Auktion die Katharinenkirche angemietet.
Die Versteigerung, für die Theodor Gaedertz den von seinem Vater geführten Katalog aufbereitet hatte, begann am Vormittag des 21. September 1864 und zog sich wegen des Umfangs der Sammlung mehrere Tage hin. Unter den Käufern befand sich auch Bernhard von Arnswald. Nach Abschluss der Versteigerung war die Sammlung Gaedertz, abgesehen von den wenigen durch die Familie zurückbehaltenen Werken, vollständig aufgelöst.

## Bilder

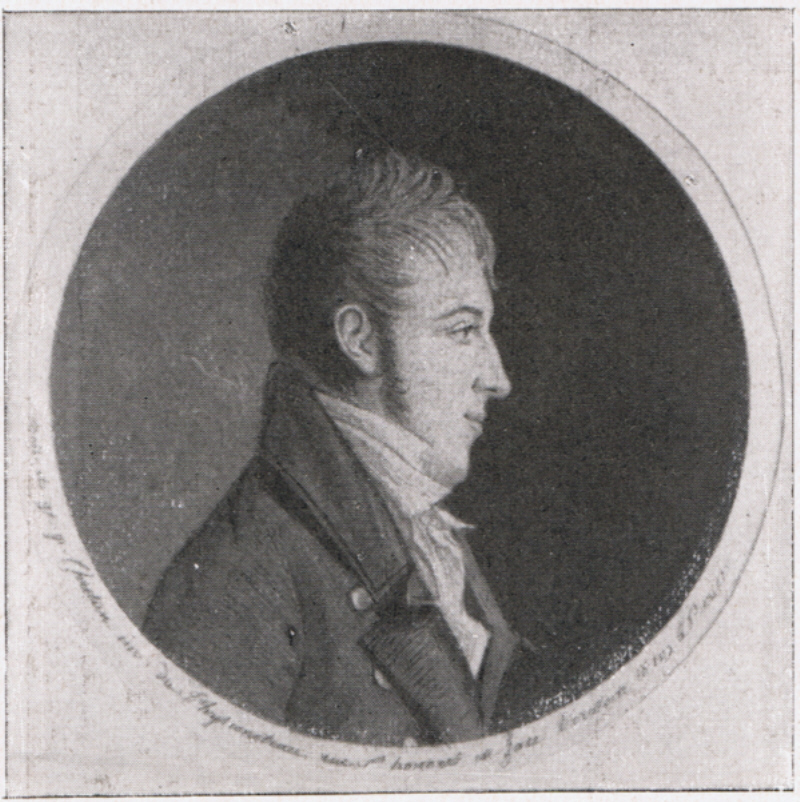
Johann Heinrich Gaedertz um 1810
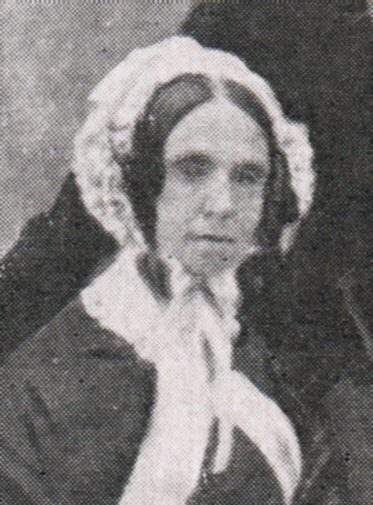
Salome Gaedertz, geb. Croll um 1850
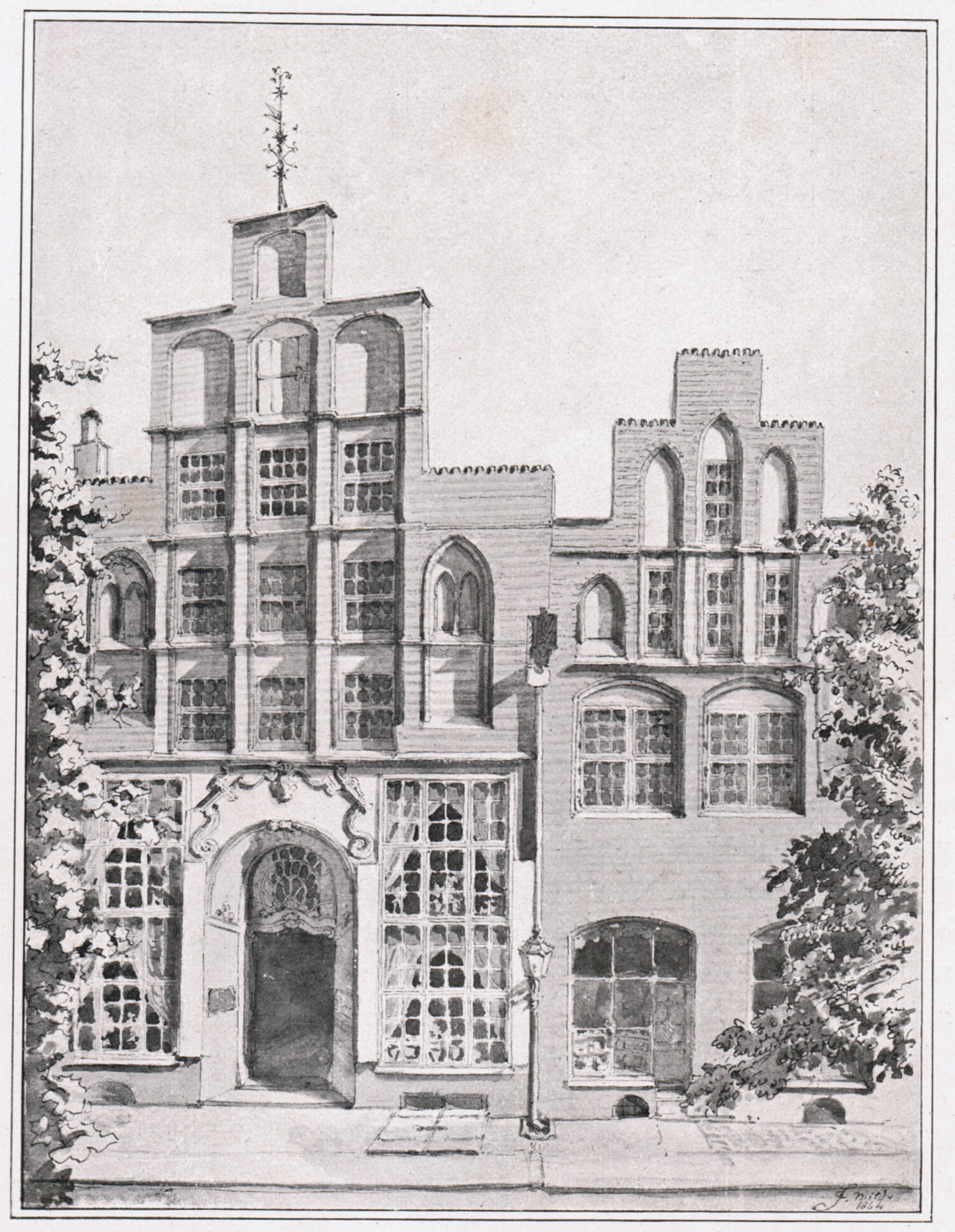
Das Haus des Senators Gaedertz in der Königstraße 59, 1864 gezeichnet von Carl Julius Milde
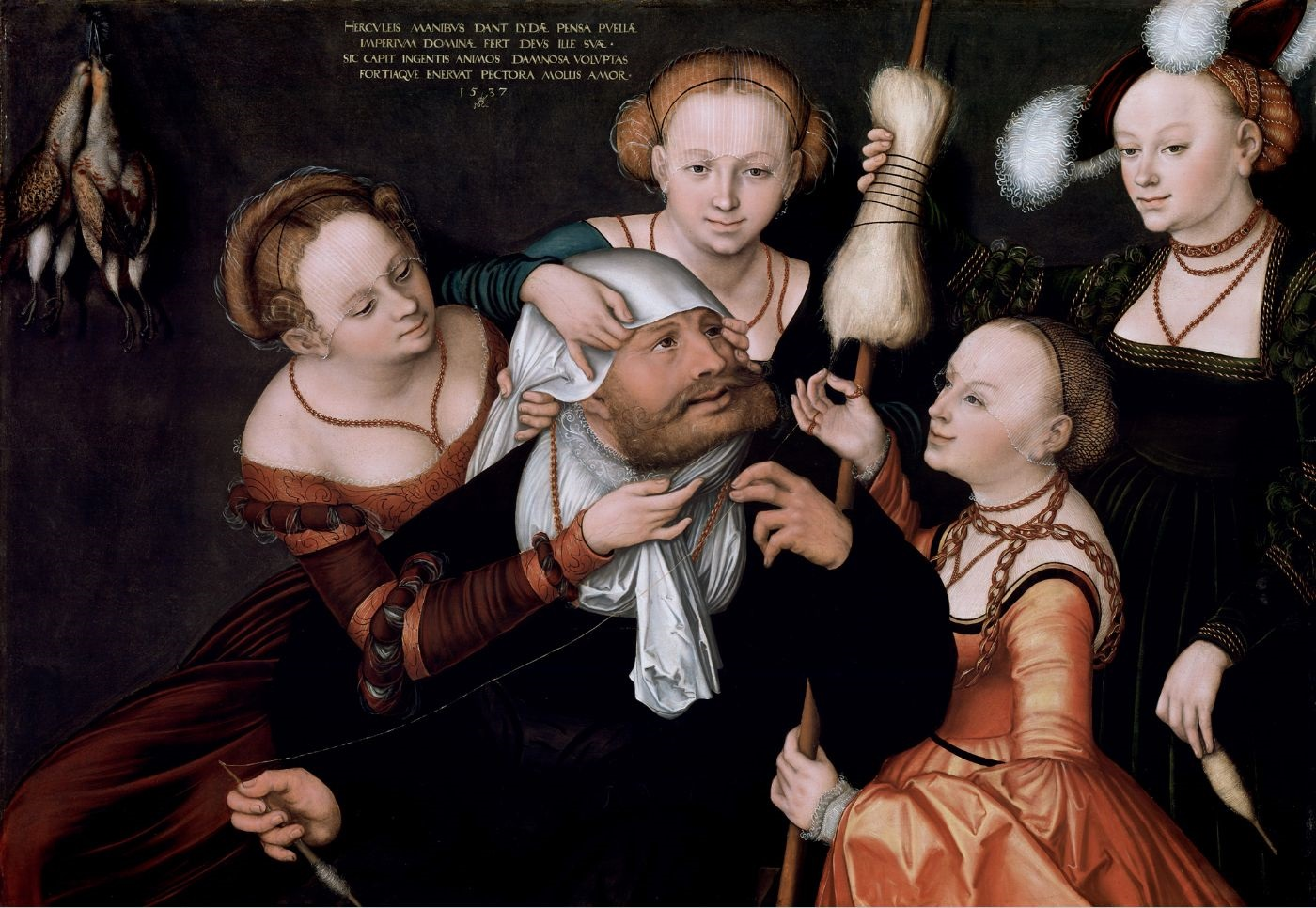
Lucas Cranach der Ältere: Herakles bei Omphale, früher Teil der Gaedertz'schen Sammlung